# Kali Yug, déesse de la vengeance
Pour plus de détails, voir Fiche technique et Distribution.
Kali Yug, déesse de la vengeance (Kali Yug, la dea della vendetta) est un film franco-italo-ouest-allemand de Mario Camerini sorti en 1963. Il est suivi quelque temps après du Mystère du temple hindou.

## Synopsis
À la fin du XIXe siècle en Inde, Simon Palmer, un jeune médecin anglais, se trouve impliqué dans un crime commis par une secte de fanatiques hindous.

## Fiche technique
- Titre original italien : Kali Yu, la dea della vendetta
- Titre allemand : Kali Yug: Die Göttin der Rache
- Titre français : Kali Yug, déesse de la vengeance
- Réalisation : Mario Camerini
- Scénario : Leonardo Benvenuti, Mario Camerini, d'après le roman de Robert Westerby
- Directeur de la photographie : Aldo Tonti
- Musique : Angelo Francesco Lavagnino
- Montage : Giuliana Attenni
- Sociétés de production : Criterion Productions, Eichberg Film, Serena Film
- Pays :  France,  Italie,  Allemagne de l'Ouest
- Langue originale : Italien
- Genre : Aventures
- Durée : 92 minutes
- Dates de sortie
  - Italie : 7 novembre 1963
  - Allemagne de l'Ouest : 21 février 1964
  - France : 17 juin 1964

## Distribution
- Paul Guers (VF : Lui-même) : le docteur Simon Palmer
- Senta Berger (VF : Claire Guibert) : Catherine Talbot
- Lex Barker (VF : Raymond Loyer) : le commandant Ford
- Claudine Auger (VF : Elle-même) : Amrita
- I. S. Johar (VF : Albert Médina) : Gopal
- Sergio Fantoni (VF : Gamil Ratib) : Ram Chand
- Ian Hunter (VF : Jean-Henri Chambois) : Robert Talbot
- Klaus Kinski (VF : Serge Sauvion) : Saddhu
- Roldano Lupi (VF : Aram Stephan) : le Maharadjah
- Michael Medwin (VF : Pierre Trabaud) : Walsh